# Тиранка чорнохвоста
Тиранка чорнохвоста (Myiobius atricaudus) — вид горобцеподібних птахів родини бекардових (Tityridae).

## Поширення
Вид поширений в тропічних районах Центральної та Південної Америки. Трапляється у Коста-Риці, Панамі, Колумбії, Венесуелі, Еквадорі, Перу та значній частині Бразилії. Мешкає у всіх видах тропічних і субтропічних, сухих і вологих лісів, переважно біля води.

## Опис
Дрібний птах, завдовжки 12,5 см. Верхня частина тіла оливкового кольору. Самець з жовтою плямою на голові. Горло, груди та плечі сірувато-оливкового кольору. Живіт світло-жовтий. Круп має пляму жовтого кольору. Хвіст чорний і округлий.

## Спосіб життя
Раціон складається переважно з комах та інших членистоногих. Будує гніздо в формі замкнутого дзвона, з боковим входом в нижній частині, що звисає з гілок на висоті 2-6 м над землею. Самиця відкладає два білих яйця з коричневими плямами.

## Підвиди
Таксон містить 7 підвидів:
- Myiobius atricaudus atricaudus (Lawrence, 1863) — південний захід Коста-Рики на південь до заходу Колумбії.
- Myiobius atricaudus modestus (Todd, 1912) — локально в центральній та східній Венесуелі.
- Myiobius atricaudus portovelae (Chapman, 1924) — західний Еквадор та північно-західний Перу.
- Myiobius atricaudus adjacens (J. T. Zimmer, 1939) — південь Колумбії, схід Еквадору, схід Перу та західна Бразилія.
- Myiobius atricaudus connectens (J. T. Zimmer, 1939) — північно-центральна та північно-східна Бразилія.
- Myiobius atricaudus snethlagei (Hellmayr, 1927) — північно-східне узбережжя Бразилії.
- Myiobius atricaudus ridgwayi (Berlepsch, 1888) — південний схід Бразилії.